# Лайпанов, Борис Мухтарович
Борис Мухтарович Лайпанов (род. 3 марта 1981) — российский дзюдоист, победитель и призёр международных турниров, серебряный призёр чемпионата России 2002 года, чемпион мира 2008 года по борьбе на поясах. Выступал в весовых категориях до 90 и 100 кг. Его наставниками были А. Х. Урусов и Заслуженный тренер России Юрий Срапилович Чомаев.

## Спортивные результаты
- Первенство России по дзюдо среди молодёжи 2002 года — [3];
- Мемориал Мусаби Ахмедова 2002 года — [4];
- Чемпионат России по дзюдо 2002 года — ;
- Турнир на призы Владимира Путина 2010 года, Хасавюрт — ;
- Турнир на призы Владимира Путина 2011 года, Хасавюрт — ;